# 库页红景天
库页红景天（学名：Rhodiola sachalinensis），为景天科红景天属下的一个植物种。其种加词“sachalinensis”意为“库页的”。是一种珍贵稀有的药用植物，除了主要药效成分红景天苷和酪醇外，还含有丰富的其他苷类化合物、氨基酸、微量元素、挥发油、多糖等成分。药理研究证明其具有免疫调节、抗病毒、抗缺氧、降血糖、神经细胞保护、肝脏保护、益智、抗氧化、防辐射等多种药理学作用。分布在中国、朝鲜、日本、俄罗斯远东地区。
现接受名为红景天（Rhodiola rosea L., 1753）。